# Burg Leiterberg
Die Burg Leiterberg ist eine abgegangene Spornburg auf dem 620 m ü. NN hohen „Leiterberg“ 500 Meter nordwestlich von Wangen, eine von acht Ortschaften der Gemeinde Ostrach im Landkreis Sigmaringen in Baden-Württemberg.
Die Burg wurde im 13. Jahrhundert erbaut und im 17. Jahrhundert abgebrochen. Von der ehemaligen Burganlage zeugen noch der Burghügel, ein verflachter Graben und Mauerschutt.
Zitat aus der Schwäbische Zeitung vom 19. Januar 2001:
Bei Abbrucharbeiten wurden alte Bausteine der Burg auf dem Leiterberg? gefunden. Aus der Überlieferung ist bekannt, dass einst beim Bau von Häusern und Ställen in Wangen und Einhart Natursteine der Ruine auf dem nach Wangener Definition “Burghügel” genannten Bergkegel verwendet wurden.